# Qīās Kandī
Qīās Kandī (persiska: قياس كندی) är en ort i Iran.   Den ligger i provinsen Zanjan, i den nordvästra delen av landet, 270 km väster om huvudstaden Teheran. Qīās Kandī ligger 1 773 meter över havet och antalet invånare är 418.
Terrängen runt Qīās Kandī är huvudsakligen platt, men åt sydost är den kuperad.Runt Qīās Kandī är det ganska tätbefolkat, med 52 invånare per kvadratkilometer. Närmaste större samhälle är Zarrīnābād, 7,6 km nordost om Qīās Kandī. Trakten runt Qīās Kandī består i huvudsak av gräsmarker.